# Aptagram
Een aptagram is een woord waarvan de betekenis gelijk of zeer sterk verwant is aan een ander woord, waarvan het tevens een anagram is. Het kan behalve om een enkel woord ook om een kleine woordgroep gaan.
Het woord aptagram is een porte-manteauwoord van het Engelse apt ('passend') en anagram. Als variant wordt ook de term aptanagram aangetroffen. De term wordt vaak gebruikt in de omschrijving van Engelstalige kruiswoordpuzzels.

## Bedenkers
Het woord aptagram is een neologisme dat in het Engelse taalgebied bedacht is. Murray Pearce muntte in 1972 de term synagram voor dezelfde taalkundige truc. In 1997 werd de term aptagram voor het eerst gebruikt door de Amerikaanse taalkundige Richard Lederer.
Lederer bedacht een jaar later ook de term antigram, een anagram waarvan de betekenis tegengesteld is aan die van het andere woord.

## Nederlandse aptagrammen
Bekende aptagrammen in het Nederlands zijn:
- aalscholver ↔ schollevaar
- noot ↔ toon
- mok ↔ kom
- Bolkestein ↔ Niels Kobet (pseudoniem van Frits Bolkestein)

## Engelse aptagrammen
In het Engels zijn meer aptagrammen gevonden of bedacht:
- angered ↔ enraged
- evil ↔ vile
- notes ↔ tones
- moon starer ↔ astronomer
- aboard ↔ abroad
- revolution ↔ love to ruin[4]
- eleven plus two ↔ twelve plus one

## Engels antigram
- astronomers ↔ no more stars[6]